# Rafael Salamovich
Rafael Salamovich Brotfeld (Palacios, Argentina, 15 de enero de 1915 − Santiago, Chile, 3 de febrero de 2006) fue el «mejor baloncestista chileno durante los años 1930» y jugó de base. Su primer equipo fue el Internacional de la Asociación de Básquetbol de Santiago.
Con la selección de baloncesto de Chile, disputó el Campeonato Sudamericano de Baloncesto de 1937.

## Primeros años
Rafael nació el 15 de enero de 1915 en Palacios, Argentina. Al cumplir los 3 años, se trasladó con su familia a Chile.
Realizó sus estudios en el Liceo Miguel Luis Amunátegui de Santiago. Inició su carrera deportiva en 1931, en el equipo de básquetbol de su liceo.
Realizó sus estudios universitarios de química y farmacia en la Universidad de Chile. Posteriormente funda junto a su hermano Samuel la farmacia Salamovich, el 22 de mayo de 1937.

## Carrera
Se integró a la rama de básquetbol del Club Ciclista Internacional en 1931, inicialmente en la quinta categoría del club. Ya en 1932 pasa a la segunda categoría y el mismo año finalmente llega a la primera categoría. Militó en el Internacional por 19 años, con el cual fue campeón de la Asociación de Básquetbol de Santiago en ocho oportunidades.
En primera instancia, fue nominado para representar al país en los Juegos Olímpicos de Berlín 1936, a los cuales no logra asistir al no conseguir el permiso correspondiente por parte de sus padres, quienes temen un posible ataque a causa de su ascendencia judía.
Fue nominado por el español Jesús Magaña para integrar la selección con miras al Campeonato Sudamericano de Baloncesto de 1937. Fue capitán de dicha selección, la cual se tituló campeón de forma invicta tras ocho partidos. Representó a Chile entre los años 1937 a 1942.
Tras 19 años, se retiró de la actividad profesional en 1950. Sin embargo, en 1965 el club Maccabi —que militaba en la Segunda División— lo integró a sus filas. Con el club israelita logró el ascenso, tras lo cual se retiró definitivamente de la actividad. Ese mismo año fue galardonado por el Círculo de Periodistas Deportivos de Chile con el «Cóndor de bronce» al mejor deportista del básquetbol de Chile.

### Máxima Anotación
Sus dos máximas anotaciones ocurrieron ante el Deportivo Bruselas  con 36 Puntos, y la mayor ante el deportivo Barcelona con 38 Puntos ambas .en la asociación Santiago
A nivel de selección nacional su mayor anotación fue 16 Puntos ante Brasil en el Campeonato Sudamericano de Baloncesto de 1937

## Últimos años
Tras su retiro se dedicó a trabajar en su farmacia.
Salamovich falleció el 3 de febrero de 2006 a los 91 años de edad, a causa de un paro cardiorrespiratorio. Fue sepultado en el Cementerio Israelita de Conchalí.

## Clubes
- Internacional - (Chile) - 1931–1950
- Maccabi - (Chile) - 1965

## Títulos

### Campeonatos nacionales
- Internacional - (Chile)

### Campeonatos internacionales
- Selección de baloncesto de Chile - (Campeonato Sudamericano de Baloncesto) - 1973

### Distinciones individuales
- Premio al mejor deportista del básquetbol de Chile - 1965[6]